# سلطنة العوذلي
سلطنة العوذلي هي إحدى كيانات محمية عدن البريطانية. أصبحت السلطنة عضواً مؤسساً لاتحاد إمارات الجنوب العربي عام 1959 الذي خلفه اتحاد الجنوب العربي في عام 1963. زاره كانت عاصمة السلطنة وتقع شمال لودر، في محافظة أبين حالياً. اخر سلاطينها هو السلطان صالح بن حسين بن جعبل العوذلي حيث ألغيت السلطنة عام 1967 عند تأسيس جمهورية اليمن الديمقراطية الشعبية التي هي الآن جزء من الجمهورية اليمنية.